# Caspar Weinberger
Caspar Weinberger (født 18. august 1917 i San Francisco, Californien, USA, død 28. marts 2006 i Bangor, Maine, USA), var USAs forsvarsminister 1981 til 1987 i præsident Ronald Reagans administration.